# Nitrosomonas eutropha
Nitrosomonas eutropha ist eine Bakterienart der Gattung Nitrosomonas. Es handelt sich um eine nitrifizierende Bakterienart, die im Stoffwechsel Ammoniak (NH3) zu Nitrit (NO2−) oxidiert und hierdurch Energie gewinnt.

## Merkmale
Die Zellen sind pleomorph von stäbchen- bis zu birnenförmig.  Ein oder beide Enden können zugespitzt sein. Die Größe liegt in 1,0–1,3 × 1,6–2,3 Mikrometer. Die Art ist wie alle Bakterien der Gruppe der Proteobacteria gramnegativ. Nitrosomonas eutropha ist aerob, das Bakterium benötigt Sauerstoff.
Nitrosomonas eutropha ist im Gegensatz zu einigen anderen Vertretern der Gattung nicht in der Lage Harnstoff als Ammoniumquelle zu nutzen. Die Art ist, wie alle Mitglieder der Familie der Nitrosomonadaceae, chemolithoautotroph, d. h., es werden anorganische Elektronendonatoren (Ammoniak) zur Energiegewinnung angewendet, die Art ist nicht auf organische Energie- und Kohlenstoffquellen angewiesen.
Nitrosomonas eutropha kommt in eutrophischen Gewässern und seltener auch in Böden vor.

## Stoffwechsel
Nitrosomonas eutropha zählt, wie alle Arten der Nitrosomonadaceae zu den Nitrifizierern. Der Stoffwechsel beruht auf der Nitrifikation, es wird Ammoniak (NH3) zu Nitrit (NO2−) oxidiert.
Hierbei werden durch die Oxidation von Ammoniak Elektronen in eine Elektronentransportkette gebracht. Es wird eine protonenmotorische Kraft erzeugt, wodurch schließlich ATP gebildet wird. Für die Kohlenstofffixierung nutzen die nitrifizierenden Bakterien den Calvin-Zyklus, der auch bei der Photosynthese der Pflanzen genutzt wird.